# Histocidaris elegans
Espèce
Synonymes
- Cidaris elegans (Agassiz, 1879)
- Cidaris (Histocidaris) elegans (Agassiz, 1879)
- Plegiocidaris challengeri Lambert & Thiéry, 1910
- Porocidaris elegans Agassiz, 1879[1]

Histocidaris elegans est une espèce d'oursins trouvée dans l'Indo-Pacifique.